# Louis-Victor-Léon de Rochechouart
 (mars 2014).
Louis-Victor-Léon de Rochechouart, né à Paris le 14 septembre 1788, mort à Jumilhac-le-Grand le 26 février 1858, général français, fut gouverneur militaire de Paris. Sa vie, riche en aventures, est un témoignage de la période agitée et épique que fut la Révolution et l'Empire pour les hommes qui l'ont traversée.

## Biographie

### Une enfance mouvementée
Fils de Jules de Rochechouart et d'Elisabeth-Armide Durey de Morsan, Louis-Victor-Léon de Rochechouart est issu de la Maison de Rochechouart.
Né à Paris le 14 septembre 1788, quelques mois seulement avant la Révolution, il est comme marqué par le destin. Promis par sa position de cadet à entrer dans les ordres, il doit en effet fuir Paris en 1794, à l'âge de six ans, en raison de l'activisme de sa mère pour tenter de faire évader la reine Marie-Antoinette. Poursuivi par les gendarmes venus arrêter la contre-révolutionnaire, il parvient à leur échapper avec son frère Louis et sa mère. Sa sœur Cornélie n'eut pas cette chance : chassée de sa pension par les autorités, la fillette de 10 ans, livrée à elle-même, meurt d'épuisement après trois jours d'errance dans la capitale.
Contrainte de quitter le pays, la comtesse de Rochechouart laisse ses deux jeunes fils en pension à Caen dans une maison de bains tenue par un couple qui exploita la situation. Logés dans de terribles conditions, les deux frères, privés souvent de nourriture, devinrent leurs serviteurs. Au bout d'un an, ils furent retrouvés par une parente et libérés de cet esclavage. Ils se rendent en 1796 à Fribourg, en Suisse où devait les rejoindre la comtesse de Rochechouart. Mais celle-ci, toujours en exil, en fut empêchée. Les deux jeunes frères sont recueillis par un citoyen de la ville qui les héberge généreusement.
Lorsque les troupes françaises entrent dans Fribourg en 1798, ils doivent fuir à nouveau. Ils retrouvent finalement leur mère à Anvers et l'accompagnent tout au long de ses pérégrinations: Rotterdam, Londres, Hambourg... La comtesse, impliquée dans des complots visant à restaurer la monarchie y perd sa fortune et s'attire de nombreux ennuis politiques, l'obligeant à quitter ses pays d'accueil.
Sans un sou, la mère et ses deux enfants, réfugiés en Allemagne, doivent confectionner et vendre des sacs pour survivre. « Ce genre de vie me fit de biens tristes réflexions, confiera-t-il. C'est une terrible chose que la misère. Nul ne peut s'en faire une idée juste qui ne l'a pas souffert. Ce mal peut conduire à tout, entraîner à tout. »
Âgé de 11 ans, Louis-Victor-Léon de Rochechouart décide alors d'embarquer à Hambourg pour rejoindre le régiment des émigrés commandé par son oncle, le duc de Mortemart, au Portugal. Après maintes péripéties, qui le mènent en Hollande, en Angleterre, en Espagne, il arrive finalement à Lisbonne en décembre 1800.

### Au sein de l'armée émigrée
À 12 ans, Louis-Victor-Léon de Rochechouart intègre le régiment de Mortemart, l'un des régiments émigrés montés après la déroute de l'armée de Condé en 1799. Progressivement, leur mission initiale - libérer la France de la Révolution - se perd dans les besoins de la politique anglaise. Le régiment de Mortemart avait été dirigé vers le Portugal pour soutenir une manifestation de l’armée portugaise sur ses frontières face à l'avancée des troupes françaises. Louis-Victor-Léon participe en 1801 à la campagne de l’Alentejo. Après quinze jours de face-à-face près d'Abrantès, le régiment et l'armée portugaise d'un côté, les armées espagnoles et françaises de l'autre se retirèrent sans qu'un coup de feu soit tiré.
La paix est signée à Madrid sous l’égide de Lucien Bonaparte. Entré comme enseigne, le comte de Rochechouart était sous-lieutenant lorsque le régiment est dissous en 1802. Âgé de 14 ans, il rentre à Paris, où, pendant deux ans, il dépense sa solde dans les plaisirs de la capitale.
En 1804, il entreprend de se rendre en Russie, où il avait retrouvé la trace de sa mère et de son frère. Sans argent, il voyage dans des conditions rocambolesques, finance en partie son périple en gagnant au casino de Milan, rencontre miraculeusement un parent à Vienne qui l'aide à aller en Pologne où il retrouve sa mère en 1805. De là, ils rejoignent la Crimée, où vivait la comtesse de Rochechouart et son fils. Les retrouvailles sont de courte durée, puisqu'elle meurt quelques semaines plus tard.
Louis-Victor-Léon est alors recueilli par son oncle le duc de Richelieu, gouverneur d'Odessa au service des russes, dont il devient au fil des années le fils adoptif.

### Au service du tsar

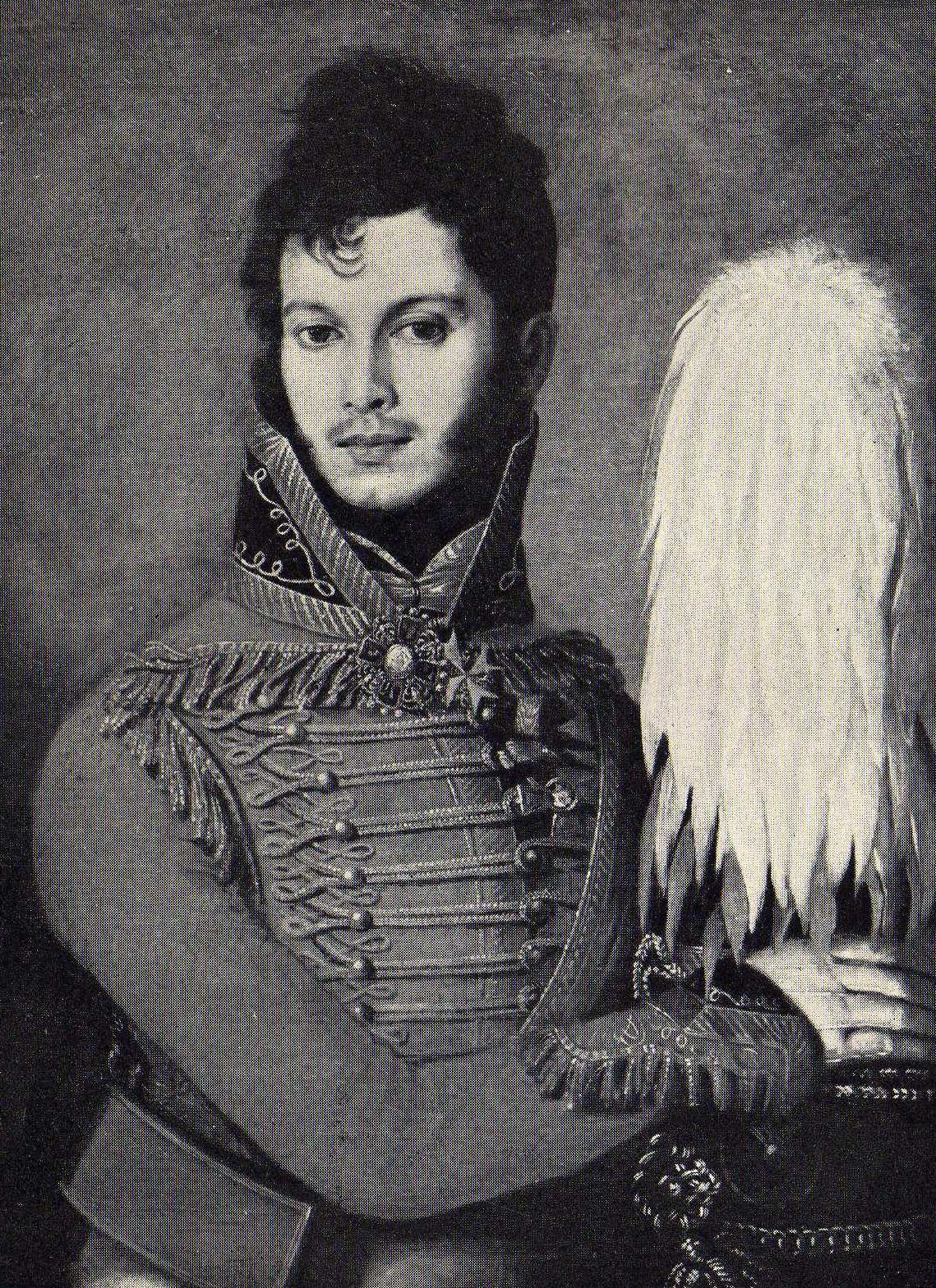
Le comte de Rochechouart, au sein de l'armée russe.

Louis-Victor-Léon de Rochechouart entre dans l'armée russe avec le grade de sous-lieutenant et devient aide de camp du duc de Richelieu. Il gravit les échelons devenant successivement lieutenant dans la Garde impériale, puis aide de camp de l'empereur Alexandre Ier. De 1805 à 1812, il participe à la conquête de la Bessarabie et de la Circassie, combat dans le Caucase et en Tchétchénie.
Lorsqu'en 1812, la France envahit la Russie, il est mobilisé dans l'armée du général Tormassov. Il participe à la prise de Minsk, puis à la bataille de la Bérézina, où il est témoin de la tragique traversée du fleuve par l'armée française. Ainsi résume-t-il la campagne de Russie: « Le plan de Napoléon était admirable et digne de son génie. La réussite, selon toutes les probabilités humaines, en était infaillible. Les décrets seuls de la Fortune, en mettant en défaut toute prévoyance, ont pu accomplir ce grand désastre. » 
En 1813, il est décoré de l'ordre de Saint-Georges de 4e classe. Nommé colonel puis général-major, il participe à la campagne d'Allemagne et  aux batailles de Lutzen, Dresde, Kulm et Leipzig. En septembre, il est envoyé en mission auprès de Bernadotte, roi de Suède, pour le convaincre de se ranger du côté des Alliés.
Au début de l'année 1814, il franchit le Rhin avec l'armée russe, mettant ainsi le pied dans cette France qu'il n'avait pas vue depuis dix ans.
Il prend contact avec les futurs Louis XVIII et Charles X et participe à la création d'un parti royaliste.
Son frère Louis, avec lequel il avait partagé de nombreuses épreuves, est tué à la bataille de Brienne. Il devient alors le chef d'armes de la Maison de Rochechouart.
Louis-Victor-Léon participe à la campagne de France, aux batailles d'Arcis-sur-Aube et La Fère-Champenoise. Il prend part également à la bataille de Paris. Nommé commandant de la place de Paris, il s'empare de l'Hôtel de Ville le 31 mars.
Face aux rumeurs de contre-attaque de Napoléon, il organise la défense de la ville. Puis face aux troubles provoqués par les troupes occupantes, il ramène l'ordre dans la capitale en mettant en place des troupes mixtes entre l'armée russe et la garde nationale. À l'arrivée de Louis XVIII, le 20 avril, le comte prend congé de l'armée russe pour se mettre au service du Roi.

### Gouverneur militaire de Paris

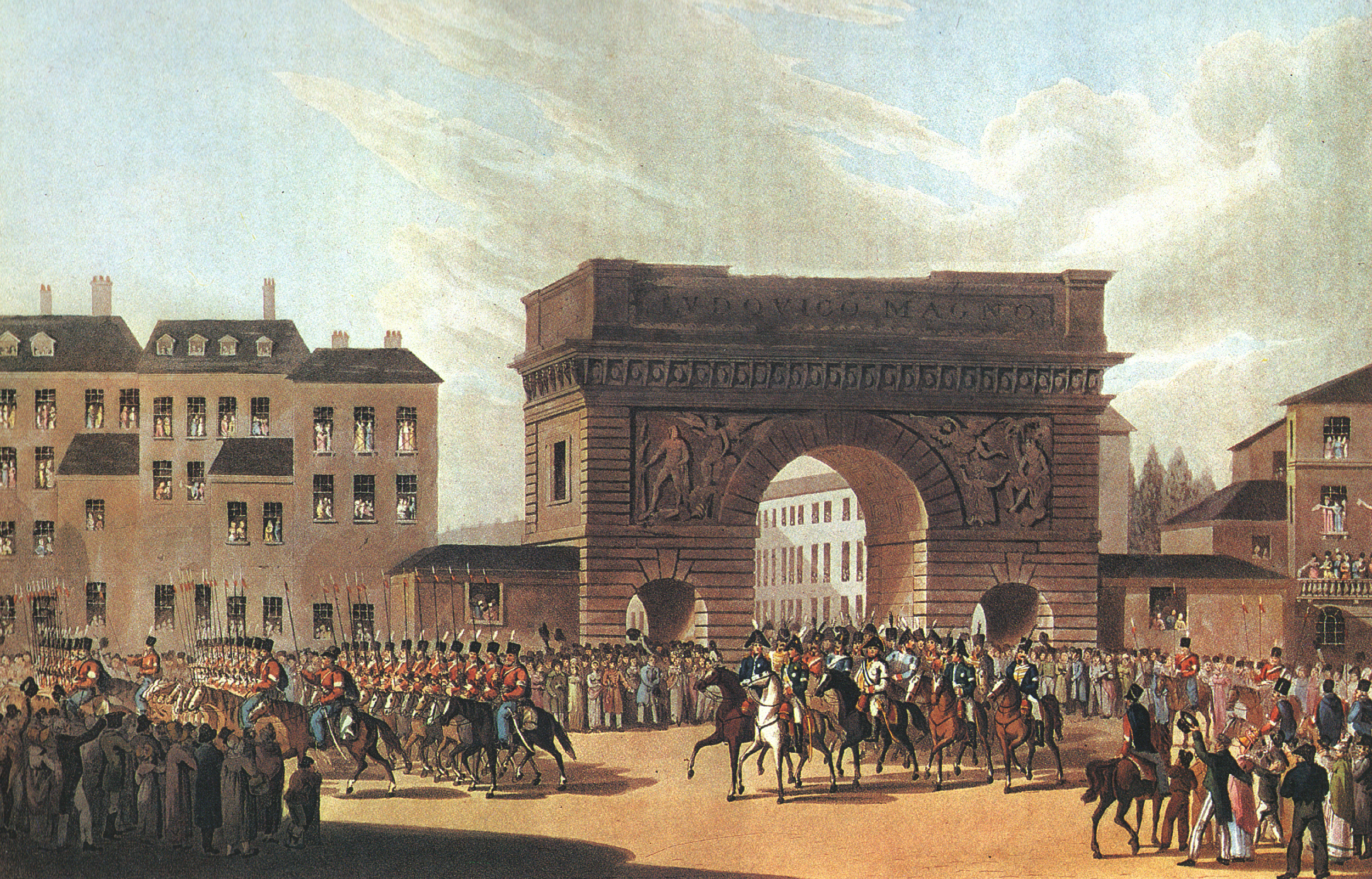
L'entrée des troupes russes à Paris.

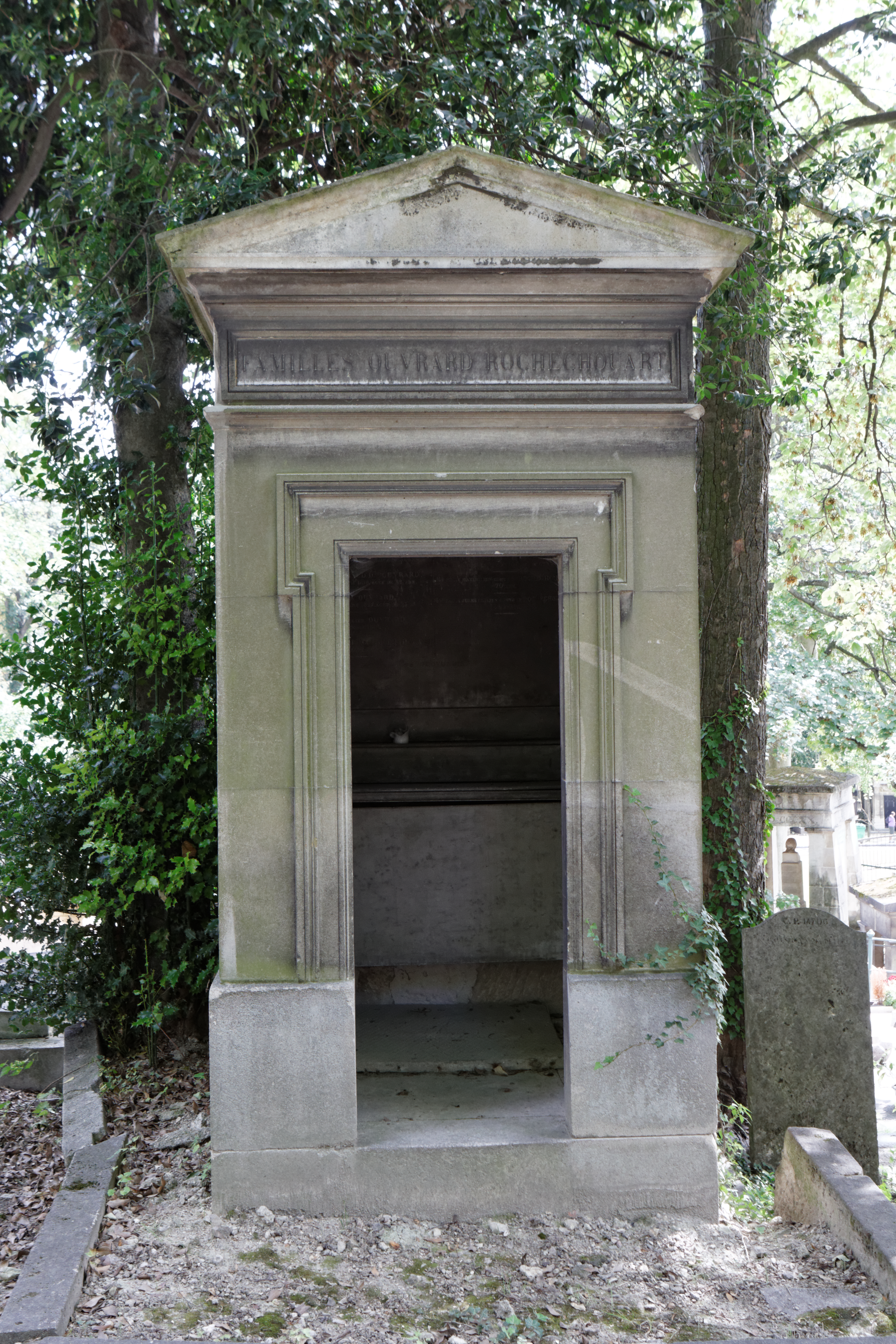
Tombe au cimetière du Père-Lachaise.

Louis-Victor-Léon de Rochechouart est promu maréchal de camp  par Louis XVIII  et incorporé dans la compagnie des mousquetaires noirs. Le 29 août 1814, il est fait chevalier de l'Ordre de Saint-Louis.
Lors des Cent-Jours, il accompagne le roi à Gand.
De retour en France, il devient, à la Seconde Restauration, chef d'État-major du ministre de la guerre, auprès du duc de Feltre, puis du maréchal de Gouvion-Saint-Cyr, et à nouveau du duc de Feltre quand son père adoptif, le duc de Richelieu, est nommé premier ministre.
Le 16 octobre 1815, le comte de Rochechouart est nommé gouverneur militaire de Paris, un poste qu'il occupe jusqu'en 1821.
Il a notamment deux grandes affaires à traiter. En novembre 1815, il porte soutien au général Daumesnil, assiégé dans le Fort de Vincennes par les troupes prussiennes occupantes. Impressionné, lors de leur rencontre, par son courage et sa détermination, il intervient en sa faveur auprès du ministre. En tant que commandant de la place de Paris, le général de Rochechouart est chargé d'une mission beaucoup plus douloureuse : l'organisation de l'exécution du maréchal Ney, une décision qu'il désapprouvait. « Non seulement je fus forcé d'assister à sa mort, de plus mes devoirs m'obligèrent de faire exécuter l'arrêt de la Cour des Pairs à l'égard de cette injuste victime de nos réactions politiques ». Il place à la tête du peloton d'exécution un officier piémontais, évitant à un soldat Français de porter le poids d'une telle charge. Le général de Rochechouart accompagne ainsi les dernières heures de celui qu'il appelait le « Brave des braves », son surnom dans l'armée. Il en fait un émouvant récit dans ses Mémoires. « Voilà une grande leçon pour bien apprendre à mourir » écrit-il.
En 1821, Louis-Victor-Léon de Rochechouart est nommé gentilhomme de la chambre du roi et fait commandeur de la Légion d'honneur.
En avril 1830, il est nommé commandant d'une brigade de division de réserve, composée de deux régiments, en vue de l'expédition d'Alger. La brigade embarqua en sa présence au port de Toulon le 8 juillet 1830, à la veille d'apprendre le reddition du Dey d'Alger, et n'eût pas finalement, à prendre la mer.
En août 1830, il refuse de servir la monarchie de juillet. En 1831, il est mis en retraite de l'armée.
Au début de 1832, il fait partie, avec notamment son beau-père, Auguste de La Rochejacquelein et la comtesse du Cayla, du Comité de La Haye, mis en place par la duchesse de Berry, pour la représenter auprès des monarchies du nord de l'Europe lors de sa tentative de coup d'Etat. En août 1832, il se rend à Saint Petersbourg pour sonder le tsar Nicolas 1er sur le soutien que celui-ci pourrait apporter à la duchesse de Berry, mais sans succès,.
Réintégré dans l'armée en 1842, il est à nouveau retraité en 1848. Réintégré en 1849, il passe au cadre de réserve en 1853.

### Mariage et descendance
En janvier 1822, il épouse Elisabeth Ouvrard (1796- Paris, 24 juillet 1857), fille du banquier et homme d'affaires Gabriel-Julien Ouvrard, et de son épouse décédée, Elisabeth Jeanne Thébaud.
Le père de la mariée étant à la tête d'une immense fortune, la cérémonie fastueuse se déroule en présence notamment du roi Louis XVIII, des futurs Charles X et Louis-Philippe Ier, du Premier ministre, le duc de Richelieu et de toute la Cour. Quatre enfants sont issus de ce :mariage :
- Madeleine Elisabeth Gabrielle de Rochechouart (Paris, 30 décembre 1822 - château de Lapouyade, 23 août 1889), mariée en 1844 avec Amédée de La Garde, marquis de La Garde de Saint-Angel (1819-1886), dont un fils sans descendance ;
- Valentine de Rochechouart (Paris, 7 septembre 1825 - Warvillers, 6 août 1907), mariée en 1845 avec Arthur de Montalembert, colonel de chasseurs (1812-1859), fils de Marc-René de Montalembert et d'Elise Forbes. Dont postérité, ils ont notamment pour petit-fils Geoffroy de Montalembert et Pierre de Lupel ;
- Aimery de Rochechouart (Paris, 7 avril 1828 - Paris, 18 février 1897), marié en 1858 avec Marie Anne Laurence du Vergier de La Rochejacquelein (1834-1915), fille d'Henri de La Rochejacquelein, pair de France, puis député et sénateur, dont postérité.
- Louis Jules de Rochechouart, ministre plénipotentiaire, chevalier de la Légion d'honneur, non marié (Paris, 3 novembre 1830 - Port au Prince, 13 mai 1879).

Louis-Victor-Léon de Rochechouart reprend de son beau-père le château de Jumilhac, que ses enfants vendent en 1862, et en 1826 le château de Rochechouart, qu'il revend en 1836.
Ses enfants hériteront en 1861 de leur oncle Julien Ouvrard, les vignobles de Gevrey-Chambertin, Clos de Vougeot et Romanée-Conti, qu'ils conserveront peu de temps.
En 1855, le général de Rochechouart est nommé par Napoléon III maire de Jumilhac, où il s'était retiré et où Il meurt en 1858.
Il est enterré à Paris, au cimetière du Père-Lachaise (20e division).

## Œuvres

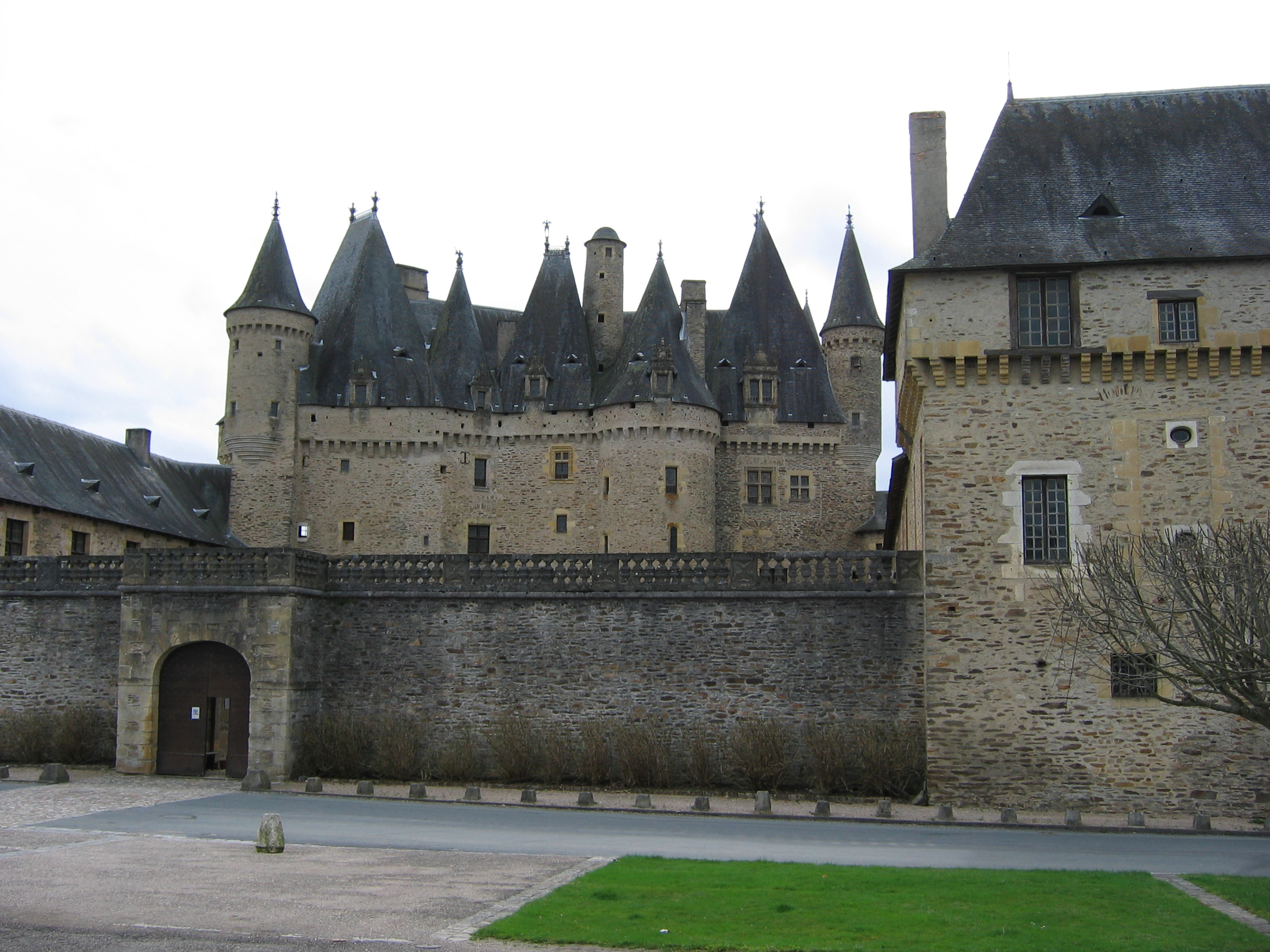
Château de Jumilhac.

- Souvenirs sur la Révolution, l'Empire et la Restauration, 1892, Paris, Librairie Plon, 541 pages, lire en ligne, un ouvrage publié par son fils. Le récit, qui se veut objectif et non partisan, est riche d'anecdotes inédites sur la Révolution, les régiments émigrés, la Russie du début du XIXe siècle, les guerres napoléoniennes, les Cent Jours et la Restauration.
- Histoire de la Maison de Rochechouart , 1859, Paris, Allard, 872 pages, lire en ligne, un ouvrage posthume, riche et complet sur sa famille, dont il était devenu le chef de nom et d'armes.